# Vacaciones en casa

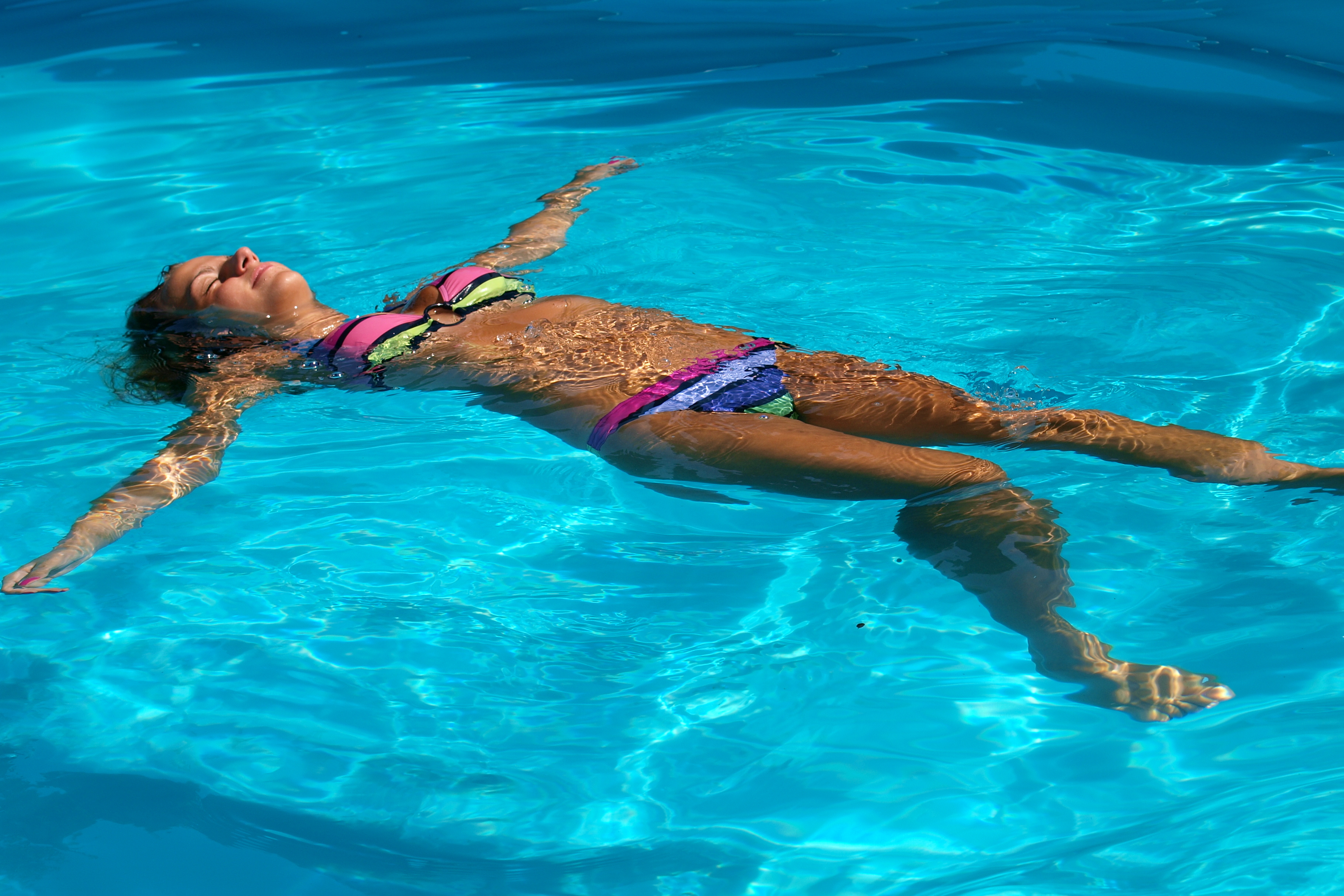
Relajarse en una piscina en el patio trasero es una de las actividades que a veces se disfrutan durante las staycation.

Las vacaciones en casa o vacaciones caseras, también llamadas por su acrónimo en inglés staycation, es un período en el que una persona o familia se queda en casa y participa en actividades de ocio a poca distancia de su domicilio que no requieren alojarse fuera de la vivienda durante la noche. Las actividades más comunes de una estancia en casa de esta naturaleza incluyen: usar la piscina del patio trasero, realizar actividades del turismo urbano a nivel local, como visitar parques y museos, así como también asistir a festivales y parques de atracciones dentro del radio donde se reside. A algunos amantes de las vacaciones caseras también les gusta seguir algunas reglas, como establecer una fecha de inicio y finalización, planificar con anticipación y evitar la rutina, con el objetivo de crear la sensación de unas auténticas vacaciones tradicionales.
Las staycation tuvieron gran popularidad tras la crisis financiera de 2007–2010. Las vacaciones en casa también se convirtieron en un fenómeno popular en el Reino Unido en 2009, ya que la debilidad de la libra esterlina hizo que las vacaciones en el extranjero fueran significativamente más caras. En el 2020, las vacaciones caseras se han hecho muy populares debido a la pandemia del COVID-19(si bien en realidad en este último caso no se habla de vacaciones caseras como tal sino de una paralización de actividades producto de la cuarentena impuesta por el avance de la enfermedad).
Las staycation o vacaciones en casa son más comunes en personas de escasos recursos económicos que no pueden viajar dado el alto costo que representa. Existen asimismo personas que durante este período en lugar de dedicarlo al ocio y tiempo libre prefieren dedicarse a buscar un segundo empleo o realizar cursos.

## Etimología en inglés
La palabra staycation es un acrónimo compuesto por «quedarse» o «estar» y «vacaciones», a la vez que los términos «holistay» y «daycation» en ocasiones también son utilizados. La primera referencia a este término proviene de un artículo de 2003 de Terry Massey, para el periódico de Myrtle Beach, Carolina del Sur, The Sun News. Según un blog de viajes de Connecticut, la palabra staycation fue acuñada originalmente por el comediante canadiense Brent Butt en el programa de televisión Corner Gas, en el episodio «Mail Fraud», emitido el 24 de octubre de 2005. 
La palabra se volvió ampliamente utilizada en Estados Unidos durante mayo de 2008, cuando comenzó la temporada de viajes de verano con unos precios de la gasolina alcanzando niveles récord, lo que llevó a muchas personas a reducir sus gastos, incluidos los de viaje.
La Universidad Estatal del Lago Superior agregó la palabra a su «Lista de palabras desterradas» de 2009, señalando al respecto que vacaciones no es sinónimo de viaje y, por lo tanto, no es necesario un término separado para describir unas vacaciones durante las cuales uno se queda en casa.
Un concepto y término estrechamente relacionado es nearcation, que es ir de vacaciones a un lugar relativamente cercano a casa (vacaciones o turismo de cercanía). En inglés, nearcation y staycation se pueden utilizar indistintamente, ya que el destino de viaje puede estar en la misma región metropolitana en la que uno reside, y no está claro qué tan lejos debe estar un destino para que dejen de ser unas vacaciones caseras. 
El diccionario Merriam-Webster ubica el uso más antiguo de que se tenga registro de la palabra staycation, el que aparece publicado en el periódico Cincinnati Enquirer del 18 de julio de 1944.
El término fue finalmente agregado a la edición 2009 del Merriam-Webster's Collegiate Dictionary.

## Debate sobre su nombre
El neologismo staycation, a medida que cada vez es más utilizado en los medios de comunicación, el término ha sido objeto de análisis. Así, detrás del concepto se observan dos situaciones. Por una parte, staycation «describe (...) un período de vacaciones en el que te quedas en casa en vez de ir de viaje (...) se incluirían las actividades de ocio y excursiones de un día a destinos cercanos, pero pernoctando siempre en la residencia habitual».   Y por otro lado, staycation es «una práctica más de turismo doméstico o de proximidad (...) incluiría las pernoctaciones en alojamientos turísticos de poblaciones cercanas o en segundas residencias».
Por su lado, la Fundación del Español Urgente el 13 de agosto de 2020 abrió un espacio de discusión con sus usuarios, preguntándose, a propósito de «staycation» y sus alternativas en español. Algunas de las propuestas que se recibieron de los usuarios de Fundéu incluyen: «vacaciones en casa», «quedarse en casa», «estar de rodríguez», «vacasaciones», «hogarciones», «quedaciones», «verancaseo», «aquiciones», «vacapobres», «pobreciones», «probrecaciones», entre otras. Algunos sugieren otras expresiones  ya establecidas como «veranear en Ventanas» (Chile), o «veranear en Punto Fijo» (Venezuela), «Acapulco en la azotea» (México), o la usada en Alemania balkonien (que se traduciría como «vacaciones en el balcón»). En todo caso, desde Fundéu se aclaró que «las staycation no implican necesariamente que no se viaje por carecer de medios, (...) sino quizá por una decisión voluntaria de quedarse en casa, menos expuestos a posibles contagios».
El sondeo de Fundéu sobre la palabra staycation realizado en Twitter, fue cuestionado por no haber llamado «pobres» a los pobres.

## Impacto a nivel mundial
De acuerdo a la Organización Mundial del Turismo, entidad vinculada a Naciones Unidas, se estimó que entre enero y abril de 2020, la industria turística había perdido más de 195 000 millones de dólares estadounidenses, a la vez que detectó una tendencia creciente de los consumidores, quienes comienzan a valorar su hogar como el mejor sitio para pasar su tiempo de ocio en la nueva normalidad.
En medio de la pandemia por el nuevo coronavirus, países como Alemania registran una marcada preferencia por los destinos nacionales, incluyendo las costas del Mar del Norte, a cambio de los otrora tradicionales vaciones en el sur de Europa.
Incluso desde el sector financiero se ha alentado a los consumidores a practicar esta forma de turismo, dándole énfasis al ahorro y el consumo de productos y servicios locales.
Algunos incluso hablan de un «boom» del staycation, que en el caso de España se manifiesta en un mayor gasto en equipamiento para terrazas y jardines, por lo que en medio de la pandemia las piscinas inflables se convirtieron en el producto más vendido, siguiendo una tendencia que se presenta en otros países, donde ha aumentado el consumo relacionado con los jardines o patios traseros de las viviendas. En Argentina también se ha presentado un aumento en las ventas e instalaciones de piscinas (piletas).
En el mismo sentido, en Colombia se ha hablado de las staycation, como una alternativa a la abrupta interrupción de la llegada del turismo masivo internacional al país suramericano, como consecuencia del COVID-19.
Por diversas razones geográficas y culturales, en Suecia hay una auténtica tradición por la staycation, debido a que numerosas familias poseen cabañas de veraneo a lo largo de un territorio mayormente boscoso y con miles de islas.
Durante el fin de semana festivo de Ferragosto de 2020, la mayoría de los italianos salieron de vacaciones dentro de Italia, cerca de sus casas.
En Argentina, debido a la cuarentena por Covid, las staycations se presentan como una alternativa realista para el público argentino.

## Beneficios
Es probable que las vacaciones caseras sean menos costosas que unas vacaciones que implican viajar. Puede que no haya costos de alojamiento y los gastos de viaje pueden ser mínimos. Los costos pueden incluir transporte para viajes locales, cenas y asistir a atracciones locales. La Asociación Estadounidense del Automóvil dijo que: «las vacaciones promedio en América del Norte costarían 244 dólares estadounidenses por día para dos personas, incluyendo alojamiento y comidas... Y si se agregan niños y pasajes aéreos, unas vacaciones de 10 días podrían superar los 8000 dólares estadounidenses». 
Es probable que las vacaciones en casa eviten parte del estrés asociado con los viajes, como el jet lag, lidiar con las maletas, los viajes largos o las esperas en los aeropuertos.
Las vacaciones caseras pueden ser económicamente beneficiosas para empresas y negocios locales, que obtienen clientes de su propia área de influencia. En 2008, las oficinas de turismo de muchas ciudades de EE. UU. también comenzaron a promover las estadías para sus propios residentes, a fin de ayudar a reemplazar los dólares del turismo perdidos por una caída en los visitantes provenientes de fuera de la ciudad.
El impacto ambiental de los viajes aéreos es significativo. Al evitar viajar, unas vacaciones caseras  pueden reducir en gran medida las emisiones de carbono asociadas a los viajes.

## Riesgos
Como las personas que permanecen en vacaciones en casa están cerca de sus lugares de trabajo, pueden verse tentados a ir a trabajar, al menos parte del tiempo, así como también, sus jefes pueden sentir que sus empleados están disponibles para que los llame a trabajar. Por otra parte, los staycationers o vacacionistas en casa, también tienen acceso a su correo electrónico (ya sea personal o comercial) en casa como lo harían cotidianamente, lo que les permite ser contactados y sentir la tentación de mantenerse al día con este medio (ya sea de negocios o social). Estos riesgos pueden equilibrarse con el cumplimiento estricto de reglas que hagan que la experiencia se sienta como una verdadera escapada, reglas tales como «no revisar el correo electrónico» o «nada de ver televisión». 
Los que se quedan de vacaciones en casa pueden terminar gastando dinero que no habían planeado, ya que los minoristas y otros anunciantes ofrecen «ofertas» para alentar a los que no salieron de vacaciones a gastar dinero. Estos pueden incluir hoteles que hacen ofertas de paquetes, con la esperanza de atraer a los turistas planificados para que terminen al fin viajando.
Los viajeros que se quedan en casa también pueden terminar, al final de sus vacaciones en casa, sintiéndose insatisfechos si se permiten caer en la monotonía diaria, al incluir actividades y proyectos domésticos, diligencias y otras tareas rutinarias comunes y corrientes  en sus vacaciones en caseras o cerca de casa.